# ليزر أزرق

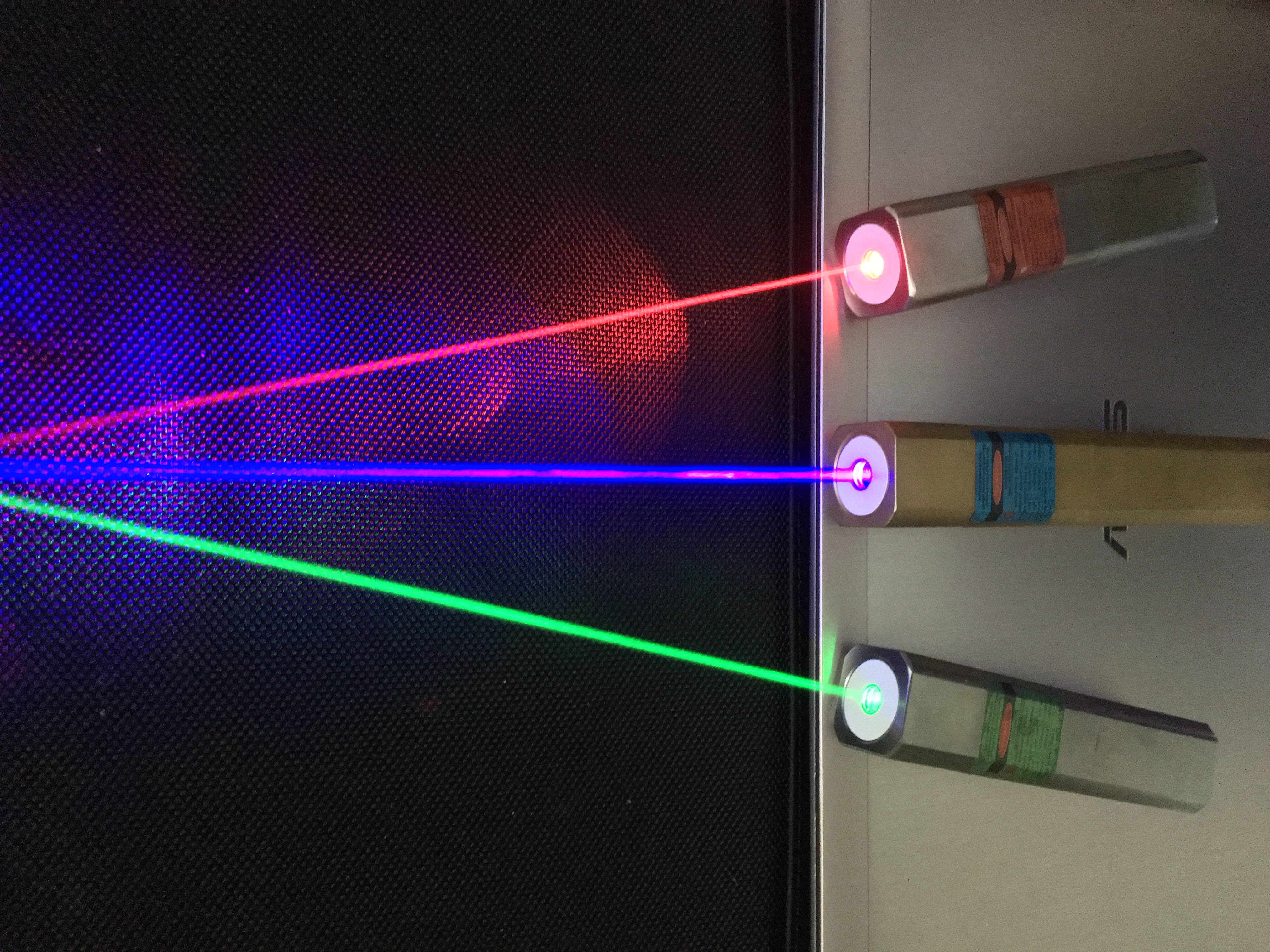

الليزر الأزرق هو ليزر الذي يسبب انبعاث الإشعاع الكهرومغناطيسي بطول موجة ما بين 360 و 480 نانومتر، والتي تدركها العين البشرية وتراها زرقاء أو بنفسجي.
ويتم إنتاج الحزم الزرقاء بواسطة الليزر الغازى باستخدام الهليوم والكادميوم في 441.6 نانومتر، وأرغون أيون في 458 و 488 نانومتر. أشباه الموصلات ليزر ديود الليزر الأزرق مع الحزم التي تستند عادة على الغاليوم (III) نيتريد (الجاليوم، اللون البنفسجي) أو الإنديوم نيتريد الغاليوم (زرقاء غالبا ما يكون صحيحا في اللون، ولكن أيضا قادرة على إنتاج ألوان أخرى). ويمكن أيضا كلا الليزر الأزرق البنفسجي ويتم بناؤها باستخدام مضاعفة التردد الأشعة تحت الحمراء موجات ليزر ديود الليزر من أشعة الليزر أو دايود ضخ الليزر diode-pumped lasers.
ليزر الصمام الثنائي التي تشع الضوء بطول موجى 445 نانومتر أصبحت شعبية كالليزر المحمول. الليزر الباعث للموجات تحت 445 نانومتر تظهر بلون بنفسجى للعين البشرية، بلون مختلف واضح. هل هذا صحيح، على سبيل المثال، معظم الليزر الأكثر شيوعا تجاريا «الأزرق»، وأشعة الليزر ديود المستخدمة في التطبيقات مثل بلو راي، والتي تنبعث منها ضوء البنفسجي، بطول موجى 405 نانومتر والذي هو طول موجة قصيرة بما فيه الكفاية ل يسبب تألق في بعض المواد الكيميائية، في نفس الطريقة كما الإشعاع إلى مزيد من الأشعة فوق البنفسجية
("ضوء أسود") تنتج ضوءا بطول موجى أقصر ويصنف من 400 نانومتر كما فوق البنفسجية.
الأجهزة التي تستخدم ضوء الليزر الأزرق لها تطبيقات في العديد من المجالات بدءا من تخزين البيانات في عالية الكثافة الضوئية إلى التطبيقات الطبية.

## التاريخ

### اختراع الليزر الأزرق بتكنولوجيا أشباه الموصلات
ليزر أحمر يمكن أن يبنى على الغاليوم أرسينايد (GA AS) أشباه الموصلات، والتي يتم على أساسها وضع اثني عشر طبقات من الذرات لتشكيل من جانب الليزر التي تولد الضوء من بئر الكوانتم. باستخدام أساليب مماثلة لتلك التي وضعت لركيزةالسيليكون، يمكن أن تبنى خالية من العيوب يسمى خلع، والذرات المنصوص عليها وبالتالي فإن المسافة بين تلك التي تشكل الأرضية وتلك التابعة لالبئر الكمومى هي نفسها..
ومع ذلك، فإن أفضل أشباه الموصلات ليزر الأزرق هو نيتريد الغاليوم بلورات (الجاليوم نيترايد)، والتي هي أصعب بكثير للتصنيع، الأمر الذي يتطلب أعلى الضغوط ودرجات الحرارة، مماثلة لتلك التي تنتج الماس الاصطناعي، واستخدام الضغط العالي غاز النيتروجين. يبدو أن مشاكل فنية لا يمكن التغلب عليها، لذلك سعى الباحثون منذ 1960s لإيداع الجاليوم على قاعدة متاحة بسهولة وهي الياقوت. ولكن عدم التوافق بين هياكل الياقوت ونيتريد الغاليوم خلق الكثير من العيوب.
في عام 1992 المخترع الياباني شوجي ناكامورا اخترع أول LED زرقاء ذات كفاءة، وبعد أربع سنوات، استخدام ناكامورا أول ليزر أزرق. المواد تترسب على الياقوت، على الرغم من أنه قد ظل عدد من العيوب عالية جدا (106–1010/سم2) لبناء-طاقة ليزر عالية بسهولة.
في 1990 في وقت مبكر من معهد فيزياء الضغط العالى في أكاديمية العلوم البولندية في وارسو (بولندا)، تحت قيادة الدكتور سيلفستر بورويسكى التكنولوجيا لخلق بلورات نيتريد الغاليوم ذات جودة عالية وهيكلية أقل من 100 من العيوب لكل سنتيمتر مربع وضعت - 10,000 مرة على الأقل أفضل من التكنولوجيا المدعومة من ياقوت الكريستال.
في عام 1999، حاول ناكامورا العمل مع بلورات بولندية، وتنتج ليزر بإنتاجية ضعف المحصول وعشرة أضعاف عمر - 3,000 ساعة في 30 ميغاواط.
وأدى مزيد من تطوير التكنولوجيا لانتاج كميات كبيرة من أداة الإنتاج. اليوم، وأشعة الليزر الزرقاء تستخدام سطح الياقوت مغطى بطبقة من نيتريد الغاليوم (يتم استخدام هذه التكنولوجيا من قبل شركة يابانية نيتشيا، والتي لديها اتفاق مع سوني)، وأشباه الموصلات الليزر الأزرق تستخدم بلورات نيتريد الغاليوم الأحادى السطح (شركة بولندية TopGaN ).
بعد 10 أعوام، سيطرت الشركات اليابانية على إنتاج الليزر الأزرق مع 60 ميغاواط من الطاقة، مما يجعلها قابلة للتطبيق على المعدات التي تستخدم قراءة كثيفة مع تيار عالي السرعة من البيانات من تطبيقات تقنية بلو راي، BD-R، BD-RE. كانت التكنولوجيا البولندية أرخص من اليابانية ولكن لديها حصة أصغر من السوق. هناك شركة بولندية للتكنولوجيا الفائقة أكثر والتي تصنع بلورات نيتريد الغاليوم - Ammono،  ولكن هذه الشركة لا تنتج أشعة الليزر الزرقاء.
لعمله، تلقى ناكامورا جائزة تكنولوجيا الألفية منحت في عام 2006.
حتى أواخر 1990s، عندما وضعت ليزر أشباه الموصلات الأزرق، وكانت أشعة الليزر الأزرق ليزر الغاز الأدوات التي تعتمد على الإنعكاس المجموعى في الفيزياء، والميكانيكا الإحصائية على وجه التحديد، الانعكاس المجموعى يحدث عند وجود النظام (مثل مجموعة من الذرات أو الجزيئات) في حالة مع أعضاء عديدين في حالة مستثارة مما كانت عليه في حالات طاقة ضئيلة. هذا المفهوم هو من الأهمية الأساسية في علوم الليزر لأن إنتاج الانعكاس المجموعى الذي يحدث هو خطوة ضرورية في أعمال الليزر القياسية. في خليط من غاز نادر ويحتاج إلى تيارات عالية وقوية ووسائل تبريد كبيرة ومكلفة.
بفضل التنمية المسبقة من جماعات كثيرة من الباحثين، بما في ذلك، على الأخص، مجموعة الأستاذ ايسامو Akasaki، شوجي ناكامورا في شركة نيتشيا وشركة سوني في عنان (توكوشيما كين -اليابان) سلسلة من الاختراعات تم تطويرها لتصبح مجدية تجاريا الأزرق والبنفسجي ليزر أشباه الموصلات. تم تشكيل الطبقة النشطة من الأجهزة نيتشيا من الإنديوم نيتريد الغاليوم InGaN الآبار الكمومية أو نقاط الكم التي تشكلت عفويا عبر التجميع الذاتي. مكن اختراع جديد لتنمية المشاريع الصغيرة ومريحة وبأسعار منخفضة الأزرق والبنفسجي، والأشعة فوق البنفسجية وأشعة الليزر الأشعة فوق البنفسجية والتي لم تكن متاحة من قبل، وفتح الطريق لتطبيقات مثل تخزين البيانات على أسطوانات الفيديو الرقمية فائقة الدقة عالي الكثافة وبلو راي دسك. الطول الموجي أقصر يسمح لقراءة الأقراص التي تحتوي على المزيد من المعلومات.

## الأشكال

### وحدات الليزر الأزرق والبنفسجي الصمام الثنائي ضخ الحالة الصلبة (DPSS)
مؤشرات الليزر الأزرق، والتي أصبحت متاحة في جميع أنحاء عام 2006، لها نفس التركيب البنائى الأساسي مثل الليزر الأخضر DPSS. أنها الأكثر شيوعا ينبعث ضوءها عند 473 نانومتر (في بعض الأحيان ذكرت عند 474 نانومتر)، الذي ينتج عند مضاعفة التردد من أشعة الليزر 946 نانومتر من الصمام الثنائي ضخ بلورات Nd:YAG أو بلورات Nd:YVO4 .Neodymium-doped crystals بلورات مخدر النيوديميوم تنتج عادة طول موجة من 1064 نانومتر الرئيسي، ولكن مع المناسبة المرايا طلاء عاكسة يمكن أن يتم أيضا عالج بالليزر في الأطوال الموجية الأخرى النيوديميوم غير الرئيسية، مثل الانتقال 946 نانومتر المستخدمة في تطبيقات الليزر الأزرق. لأنتاج الطاقة العالية
BBO فإنه تستخدم البلورات كمضاعفة للتردد للقوى الأقل تستخدم KTP. قوى الإنتاج المتاحة تصل إلى 1000 ميللي واط، ولكن هذا عادة ما يكون الناتج الكلي بما في ذلك الأشعة تحت الحمراء. كما هو الحال مع أجهزة الليزر DPSS الخضراء، واستخدام 1000 ميللي واط الأشعة تحت الحمراء الصمام الثنائي تكون النتائج عادة من حوالي 300ميللي واط من الضوء الأزرق المرئية، حتى إذا تم الإبلاغ عن طاقة الليزر في 1000 ميللي واط.
ويمكن أيضا تصنيع الليزر الأزرق مباشرة باستخدام أشباه الموصلات InGaN، والتي تنتج الضوء الأزرق من دون مضاعفة التردد. نانومتر الثنائيات الليزر الزرقاء 445 هي متاحة حاليا في السوق المفتوحة. والأجهزة هي أكثر إشراقا من نانومتر الثنائيات الليزر 405، وحيث أن منذ الطول الموجي الأطول يعد أقرب إلى ذروة الحساسية للعين البشرية.فإن الأجهزة التجارية مثل أجهزة العرض بالليزر دفعت بانخفاض الأسعار على هذه الثنائيات، اعتبارا من مارس 2011.
الليزر البنفسجي قد شيدت مباشرة مع الجاليوم (نيتريد الغاليوم) أشباه الموصلات، كما لوحظ. ومع ذلك، فقد أصبح عدد قليل من مؤشرات الليزر البنفسجية عالية الطاقة (120 ميللي واط) 404-405 نانومتر «البنفسجي» الليزر المتاحة والتي لا تستند إلى الجاليوم، ولكن أيضا باستخدام تكنولوجيا التردد مضاعف DPSS بدءا من 1 واط 808 ؛ نانومتر ليزر ديود الأشعة تحت الحمراء الغاليوم أرسينايد يجرى مضاعفتها مباشرة دون النيوديميوم ليزر طويل الموجة ويكون متوسطا بين الليزر الصمام الثنائي والمضاعف البللورى. كما هو الحال مع جميع أجهزة الليزر التي تعمل بالطاقة العالية.

## المظهر
الليزر البنفسجي 405 نانومتر (سواء شيد من الجاليوم أو الغاليوم الثنائي للليزر المضاعف التردد) ليس في الحقيقة ليزرا أزرق، ولكن يبدو للعين بنفسجياوهو اللون الذي تكون عين الإنسان لديها حساسية محدودة جدا له. عندما يشير إلى العديد من الكائنات البيضاء (مثل ورقة بيضاء أو الملابس البيضاء التي تم غسلها باستخدام بعض مساحيق الغسيل)فإن المظهر المرئي لتغيرات الليزر من نقطة من البنفسجي إلى الأزرق، ويرجع ذلك في الواقع إلى تألق من إضاءات الأصباغ.
لعرض التطبيقات التي يجب أن تظهر «الأزرق صحيح»، لا بد من الطول الموجي لل445-450 نانومتر. مع التقدم في الإنتاج، والمبيعات التجارية من أجهزة العرض ليزر منخفضة التكلفة، 445 نانومتر InGaN قد انخفضت الثنائيات الليزر في السعر.
ويتعلق التحدي الأخير في دايودات العرض الليزرى إلى تشييد ليزرات «خضراء حقيقية» InGaN (حوالي 530 نانومتر). حققت أوسرام قريبا من«الصمام الثنائي الأخضر الصحيح» في520 نانومتر.

## التطبيقات
مجالات تطبيق الليزر الأزرق ما يلي:
- مشغلات بلو راي عالية الوضوح
- أجهزة العرض التجارية كاسيو وDLP
- الاتصالات السلكية واللاسلكية
- تكنولوجيا المعلومات
- الرصد البيئي
- المعدات الالكترونية
- التشخيص الطبي
- أجهزة العرض وشاشات العرض مايكرو
- الأجهزة المغنطيسى